# Policijska akademija (Slovenija)
Policijska akademija (kratica PA) je najvišja izobraževalna ustanova slovenske Policije, ki organizacijsko spada pod Generalno policijsko upravo. Akademija je bila uradno ustanovljena v študijskem letu 2002/03 s preoblikovanjem Srednje policijske šole in se nahaja v Tacnu.
Akademija je članica Evropske policijske akademije (CEPOL) in Srednjeevropske policijske akademije (SEPA).

## Direktorji akademije
- Franc Kosmač (1. april 2006 - danes)
- Marjan Ferk

## Organizacija
- Višja policijska šola (dvoletni program)
- Šola za policiste (18-mesečni program)
- Center za izpopolnjevanje in usposabljanje

- Oddelek za programe
- Oddelek za načrtovanje in podporo
- Oddelek za izpopolnjevanje in usposabljanje Gotenica

- Oddelek za šolanje službenih psov
- Sektor za varovanje in podporo
- Oddelek vrhunskih športnikov

Leta 2007 je akademija pričela tudi z izobraževanjem občinskih redarjev.